# Verbesina ovata
Verbesina ovata là một loài thực vật có hoa trong họ Cúc. Loài này được (Cav.) A.Gray miêu tả khoa học đầu tiên năm 1883.